# 師夔
師夔（1477年—1521年），字汝和，陝西西安府長安縣人，民籍，明朝政治人物。

## 生平
陝西鄉試第三十二名舉人，弘治十五年（1502年）中式壬戌科會試第一百八十三名，三甲第一百八十六名進士。正德十四年（1519年）寧王朱宸濠起兵，江西按察司僉事師夔被寧王軍俘虜並投降，奉命安撫九江。朱宸濠敗，十六年（1521年）七月論斬。

## 家族
曾祖師榮；祖父師珍；父師禮，知縣。母田氏。具庆下。兄师皋（贡士）。弟师龙。